# Papallona de l'arboç
La papallona de l'arboç (Charaxes jasius) és una espècie de lepidòpter papilionoïdeu de la família dels nimfàlids (Nymphalidae) present als Països Catalans.

## Distribució
Es troba al llarg de la costa mediterrània (incloent-hi moltes illes, com les Balears), Etiòpia i l'Àfrica Equatorial. A la península Ibèrica, a més de a la costa del Mediterrani, també habita en una franja de Galícia fins a Andalusia, incloent-hi zones de Castella i Lleó, Comunitat de Madrid, Extremadura, Castella-la Manxa i oest de Portugal.

## Descripció

### Imago
Envergadura alar d'entre 65 i 75 mm en mascles i d'entre 75 i 90 mm en femelles. Té un aspecte molt característic: anvers negre amb franges marginals, submarginals i postdiscals entre tons vermells, taronja i grocs, amb punts blaus a les ales posteriors, d'on surten un parell de cues per ala (una més llarga que l'altra). Revers prou acolorit, amb un estampat de taques negres vorejades de blanc sobre fons roig fosc, una franja blanca postdiscal, seguida per una de taronja, una de negra i una altra de taronja; es mantenen els punts blaus a les ales posteriors.

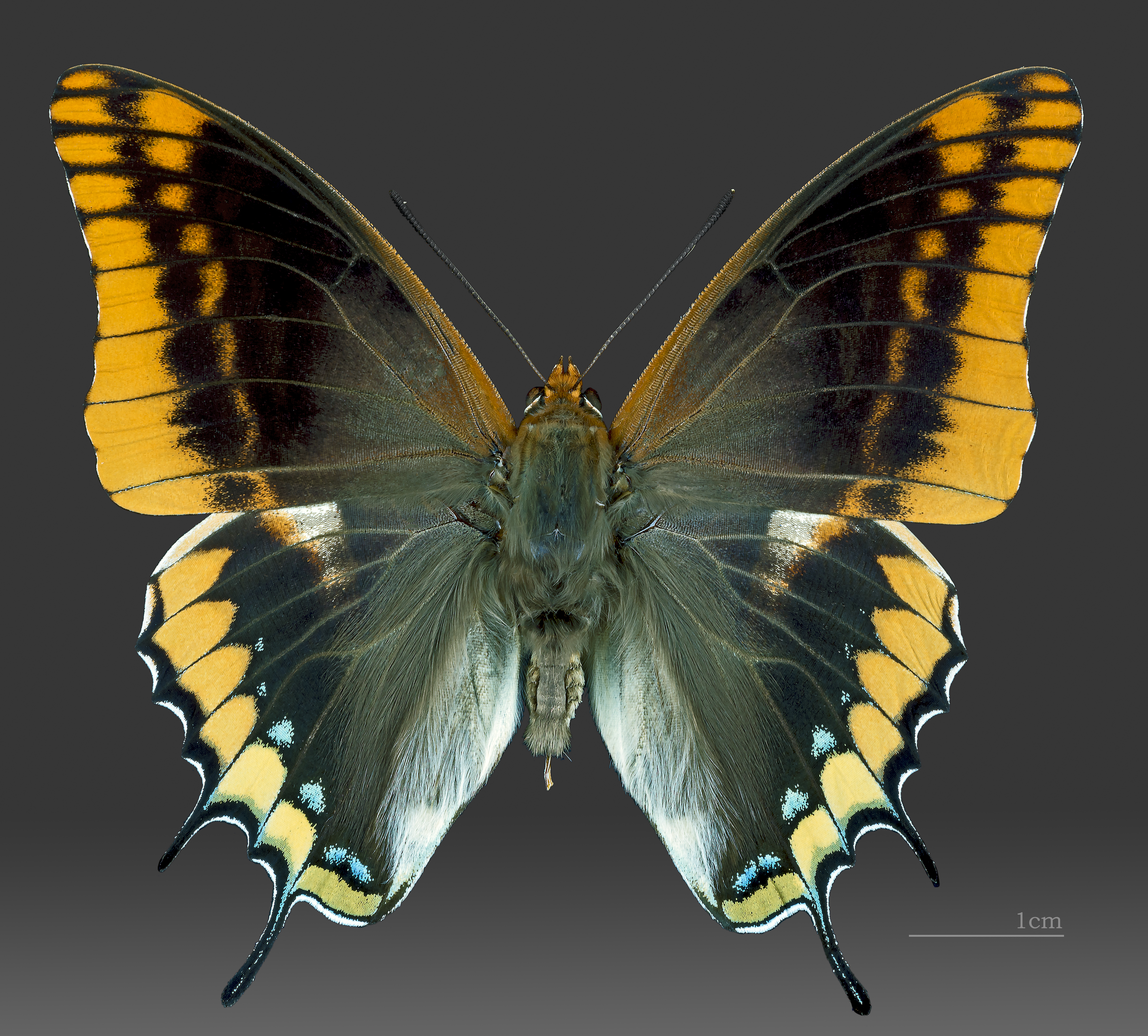
Espècimen muntat - Costat dorsal - mascle
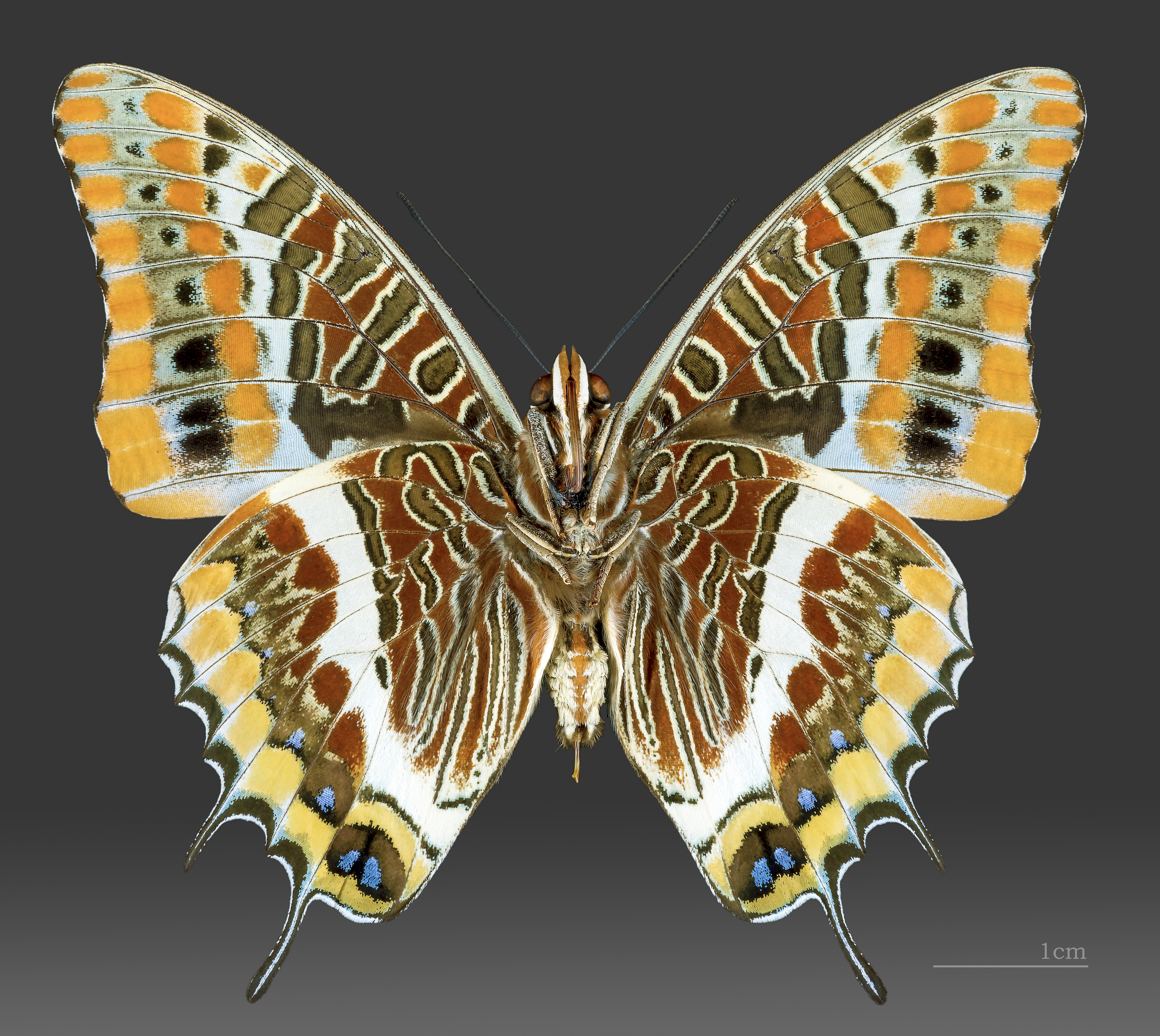
Espècimen muntat - Costat ventral - mascle

### Eruga
Fins a 60 mm de longitud, d'aspecte molt característic. És verda recoberta de petits punts grocs i amb una línia lateral que ressegueix tot el cos i el cap. Aquest últim presenta quatre banyes de color roig fosc. El cos s'acaba en dues puntes, una a cada banda. Al dors, hi té dos ocels amb una pupil·la blava envoltada de groc.

## Hàbitat
Llocs càlids i secs, boscosos o arbustius, preferentment en vessants, tot i que també lluny del seu hàbitat i en zones urbanes. L'eruga s'alimenta principalment d'arbocer (Arbutus unedo), però pot acceptar altres espècies vegetals.

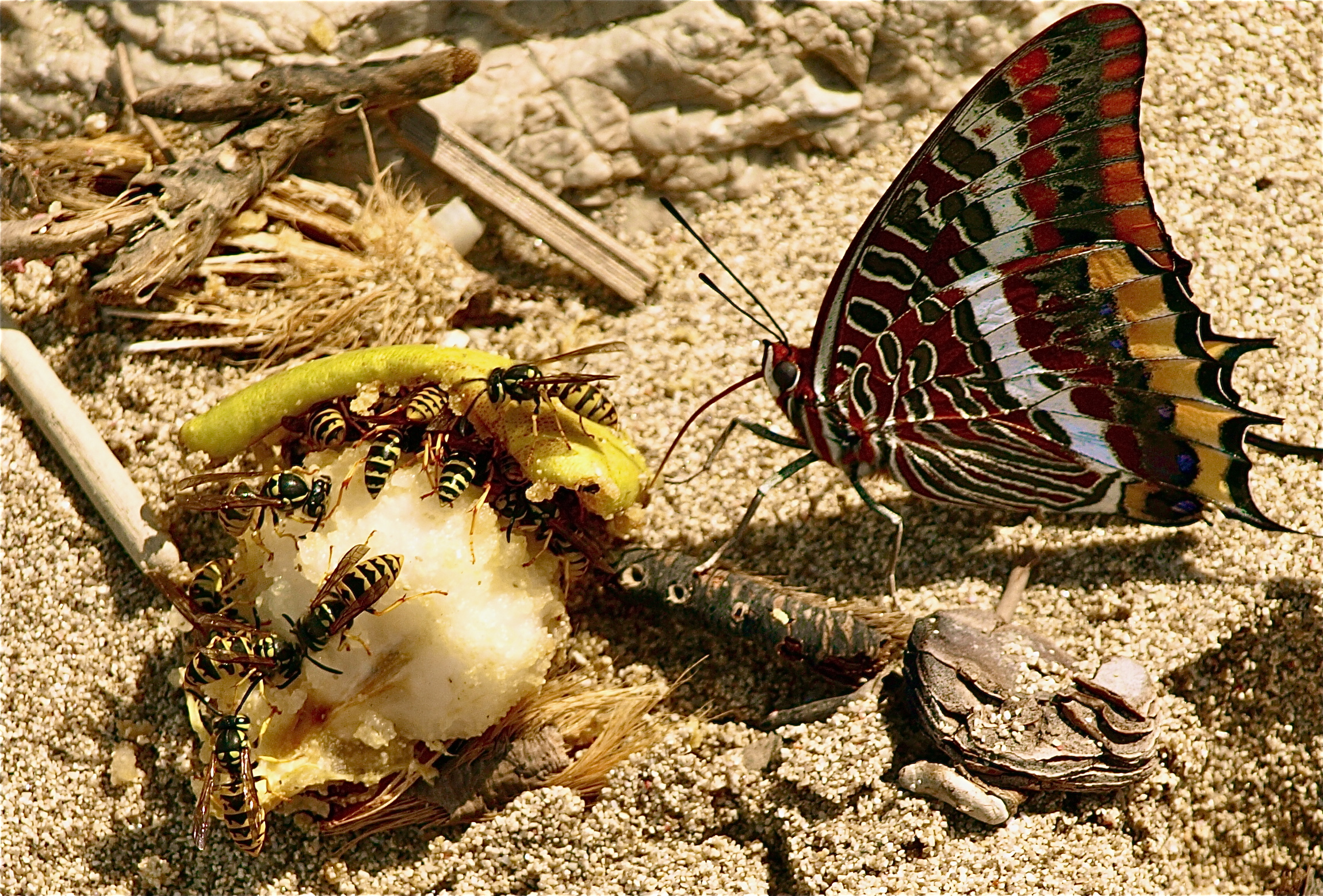
Imago alimentant-se de fruita

## Període de vol i hibernació
Dues generacions a l'any: la primera, entre maig i juny, i la segona, entre mitjans d'agost i mitjans d'octubre. Hiberna com a eruga.

## Comportament
L'adult és territorial i té un comportament de hilltopping (els mascles volen fins al cim d'un turó i hi romanen, durant dies si cal, competint entre ells pel millor lloc; les femelles receptives, volen fins al cim en busca dels mascles). L'atreuen la fruita fermentada i les begudes alcohòliques, ja que no s'alimenta de nèctar.